# Выборы президента США на Аляске (2020)
Выборы Президента США 2020 года в Аляске состоялись 3 ноября 2020 года в рамках президентских выборов 2020 года в Соединённых Штатах Америки. Избиратели Аляски назначили выборщиков, которые представили их голос в Коллегии выборщиков 14 декабря 2020 года. Аляска имеет 3 голоса выборщиков.
В 2020 году Дональду Трампу удалось повторить успех в Аляске, несмотря на то, что кандидат от Демократической партии Джо Байден сумел увеличить долю проголосовавших избирателей по сравнению с 2016 годом.

## История
Аляска стала частью Соединённых Штатов Америки в январе 1959 года. Штат впервые принял участие в президентских выборах в 1960 году. В том году Аляска получила три голоса выборщиков и сохранила это число на 15 последующих выборах вплоть до 2020 года.
Аляска всегда уверенно голосовала за республиканцев. Лишь только однажды кандидату от Демократической партии удалось одержать победу в этом штате. Произошло это на президентских выборах 1964 года, когда штат отдал своё предпочтение Линдону Джонсону. На двух предыдущих выборах кандидаты от Республиканской партии Митт Ромни и Дональд Трамп победили в штате с преимуществом менее 15%.

## Опросы
| Источник опроса                                                                                    | Период проведения (2020) | Размер выборки | Уровень погрешности | Дональд Трамп (республиканец) | Джо Байден (демократ) | Джо Джоргенсен (либиртарианка) | Другие | НИ  |
| -------------------------------------------------------------------------------------------------- | ------------------------ | -------------- | ------------------- | ----------------------------- | --------------------- | ------------------------------ | ------ | --- |
| SurveyMonkey/Axios Архивная копия от 19 февраля 2021 на Wayback Machine                            | 20 октября — 2 ноября    | 634 (ПИ)       | ±5%                 | 54%                           | 45%                   | —                              | —      | —   |
| Gravis Marketing Архивная копия от 30 ноября 2020 на Wayback Machine                               | 26-28 октября            | 770 (ПИ)       | ±3,5%               | 52%                           | 43%                   | —                              | —      | 5%  |
| SurveyMonkey/Axios Архивная копия от 19 февраля 2021 на Wayback Machine                            | 1-28 октября             | 1 147 (ПИ)     | —                   | 54%                           | 44%                   | —                              | —      | —   |
| Public Policy Polling/Protect Our Care Архивная копия от 27 ноября 2020 на Wayback Machine         | 19-20 октября            | 800 (Н)        | ±3,5%               | 50%                           | 45%                   | —                              | —      | 5%  |
| Siena College/NYT Upshot Архивная копия от 30 ноября 2020 на Wayback Machine                       | 9-14 октября             | 423 (ПИ)       | ±5,7%               | 45%                           | 39%                   | 8%                             | 2%     | 6%  |
| Patinkin Research Strategies Архивная копия от 26 октября 2020 на Wayback Machine                  | 30 сентября — 4 октября  | 600 (ПИ)       | ±4%                 | 49%                           | 46%                   | —                              | 3%     | 2%  |
| Alaska Survey Research Архивная копия от 9 ноября 2020 на Wayback Machine                          | 26 сентября — 4 октября  | 696 (ПИ)       | —                   | 50%                           | 46%                   | —                              | —      | 4%  |
| SurveyMonkey/Axios Архивная копия от 19 февраля 2021 на Wayback Machine                            | 1-30 сентября            | 563 (ПИ)       | —                   | 53%                           | 45%                   | —                              | —      | 2%  |
| Harstad Strategic Research/Independent Alaska Архивная копия от 24 октября 2020 на Wayback Machine | 20-23 сентября           | 602 (ПИ)       | ±4%                 | 47%                           | 46%                   | —                              | —      | —   |
| SurveyMonkey/Axios Архивная копия от 19 февраля 2021 на Wayback Machine                            | 1-31 августа             | 472 (ПИ)       | —                   | 57%                           | 42%                   | —                              | —      | 1%  |
| SurveyMonkey/Axios Архивная копия от 19 февраля 2021 на Wayback Machine                            | 1-31 июля                | 412 (ПИ)       | —                   | 55%                           | 43%                   | —                              | —      | 2%  |
| Public Policy Polling (D) Архивная копия от 30 ноября 2020 на Wayback Machine                      | 23-24 июля               | 885 (Н)        | —                   | 50%                           | 44%                   | —                              | —      | 6%  |
| Public Policy Polling Архивная копия от 30 ноября 2020 на Wayback Machine                          | 7-8 июля                 | 1 081 (ЗИ)     | ±3%                 | 48%                           | 45%                   | —                              | —      | 6%  |
| Alaska Survey Research Архивная копия от 18 июля 2020 на Wayback Machine                           | 23 июня — 7 июля         | 663 (ПИ)       | ±3,9%               | 49%                           | 48%                   | —                              | —      | 4%  |
| SurveyMonkey/Axios Архивная копия от 19 февраля 2021 на Wayback Machine                            | 8-30 июня                | 161 (ПИ)       | —                   | 52%                           | 46%                   | —                              | —      | 2%  |
| Zogby Interactive/JZ Analytics Архивная копия от 18 октября 2020 на Wayback Machine                | 22 июля — 9 августа      | 321 (ПИ)       | ±5,5%               | 45%                           | 40%                   | —                              | —      | 15% |

## Результаты

### Кандидаты от Республиканской и Демократической партий США
| Округ | Карта | Дональд Трамп         | Дональд Трамп | Джо Байден            | Джо Байден | Победитель |
| Округ | Карта | Число проголосовавших | в %           | Число проголосовавших | в %        | Победитель |
| ----- | ----- | --------------------- | ------------- | --------------------- | ---------- | ---------- |
| Всего |       | 189 951               | 53,1 %        | 153 778               | 43,0 %     |            |

### Кандидаты третьих партий США
| Партия                 | Кандидат          | Число проголосовавших | в %   |
| ---------------------- | ----------------- | --------------------- | ----- |
| Либертарианская партия | Джо Джоргенсен    | 8897                  | 2,5 % |
| Партия зелёных         | Джесси Вентура    | 2673                  | 0,7 % |
| Конституционная партия | Дон Бланкеншип    | 1127                  | 0,3 % |
| Независимый кандидат   | Брук Пирс         | 825                   | 0,2 % |
| Партия Альянса         | Роки Де ла Фуэнте | 318                   | 0,1 % |